# Нектанеб I
Нектанеб I је древноегипатски фараон, оснивач Тридесете египатске династије.
Фараон Египта је постао 380. п. н. е. свргнувши и убивши фараона Неферита II, започевши на овај начин Тридесету египатску династију. Његова владавина је била обележена углавном успешним напорима да очува независност Египта од персијске власти, најчешће уз помоћ Атине и Спарте. Релативна стабилност се видела и у низу градитељских пројеката, од којих се истичу: обнова раније запуштених храмова, али и мали обелиск на светом оствру Филе, који ће постати једно од најважнијих египатских светишта
Поред тога, саградио је и храмове у Елкабу, Мемфису и у Делти, односно локалитетима Сафт ел-Хинна и Танис. Такође, је саградио стелу пред пилоном храма Рамзеса II у Хермополису. и један од стубова у храму у Карнаку. Од 365. п. н. е. године му је сувладар био син Теос, који га је и наследио након смрти 362. п. н. е.